# María Herrera Magdaleno
María Herrera Magdaleno (Pajacuarán, 1950), también conocida como Doña Mary, es una activista por los derechos humanos. En 2014 fundó una red nacional de colectivos locales para educar a las familias sobre cómo investigar desapariciones. Es reconocida como una de las 100 personas más influyentes del mundo en 2021 por la revista Time.

## Biografía
Doña Mary se inició en el activismo a partir de la desaparición forzada de dos de sus hijos, Raúl y Jesús, en el año 2008 en el estado de Guerrero hacia donde viajaban.
Con su esposo y el resto de su familia emprendió la búsqueda de sus hijos. Con el objetivo de financiar estos trabajos, parte de la familia viajó hacia el estado de Veracruz para cerrar un negocio y poder obtener recursos, en ese momento Luis Armando y Gustavo, dos de sus otros hijos, también desaparecieron.
A partir de este suceso en donde cuatro de sus ocho hijos son víctimas, inició de manera organizada el Colectivo de Familiares en búsqueda María Herrera para avanzar de manera independiente en el proceso para localizar a sus hijos.

### Visita al Vaticano
El Papa Francisco recibió a María Herrera en mayo año 2022. En representación de miles de familias mexicanas, Herrera acudió y entregó una carta al Papa con la información sobre las desapariciones forzadas que vive México, así como el rezago forense de los más de 50 mil cuerpos y restos que siguen sin identificar.

“Ante la indiferencia de nuestros gobiernos, las madres tenemos que salir a buscar con nuestras propias manos, con picos y palas”.
María Herrera Magdaleno

## Reconocimiento
La revista estadounidense Time, en su edición de 2023, incluyó a María Herrera en su lista anual de las 100 personas más influyentes en el mundo ese año, reconociendo cómo al buscar a sus cuatro hijos desaparecidos, ha visibilizado la lucha de miles de familias que en México buscan verdad y justicia.
El trabajo de Doña Mary es reconocido por personas defensoras de los derechos humanos ya que ha realizado presión ante las autoridades mexicanas para que respondan a esta crisis de desapariciones.
En la entrega del premio realizada en Nueva York realizó una protesta en la alfombra roja, vistió de negro y utilizó un reboso con un bordado en el que se leyó la consigna "+ de 110 MIL DESAPARECIDOS, HASTA ENCONTRARLES".